# The Reef: Stalked
The Reef: Stalked es una película de terror australiana de 2022 escrita y dirigida por Andrew Traucki y producida por Jack Christian, Neal Kingston y Michael Robertson. Es una secuela espiritual de la película de Traucki de 2010, The Reef, la película está protagonizada por Teressa Liane, Ann Truong, Saskia Archer, Kate Lister y Tim Ross y sigue a un grupo de amigos que navegan en kayak en aguas tropicales y que pronto se encuentran luchando por sus vidas contra un gran tiburón blanco.

## Reparto
- Teresa Liane como Nic
- Ann Truong como Jodie
- Saskia Archer como Annie
- Kate Lister como Lisa
- Tim Ross como Greg

## Producción
En noviembre de 2020, se anunció que se estaba desarrollando una secuela de The Reef, con Andrew Traucki como director y escritor. En mayo de 2022, Teressa Liane, Ann Truong, Saskia Archer, Kate Lister y Tim Ross fueron elegidos.
La fotografía principal comenzó el 10 de junio de 2021 en Australia. Fue filmada en Bowen y Whitsundays en Queensland. Originalmente, la producción estaba programada para comenzar a finales de 2020, y estrenarse en el verano de 2021. La película fue financiada por Filmology Finance.

## Estreno
The Reef: Stalked se estrenó en Estados Unidos simultáneamente en cines y video bajo demanda por RLJE Films y Shudder el 29 de julio de 2022.